# Супроліга ФІБА
Супроліга ФІБА — клубний європейський баскетбольний турнір, що проводився під егідою ФІБА Європа. У 2000 році, внаслідок економічних суперечок між УЛЄБ і ФІБА, європейський чемпіонат розділився на два незалежні змагання: Супролігу ФІБА і Євролігу УЛЄБ. Супроліга існувала лише один рік і проводилась у сезоні 2000–2001, після чого була об'єднана з більш успішною Євролігою.

## Розкол в європейському чемпіонаті
Євроліга (колишня назва — Кубок європейських чемпіонів) була створена ФІБА і діяла під її егідою з 1958 року до літа 2000 року. У цей час 24 європейські клуби, в основному з Іспанії, Італії та Греції організували УЛЄБ.
Дивовижно, але ФІБА ніколи не зареєстровувала назву «Євроліга», тож УЛЄБ використала її без будь-яких юридичних наслідків, так як ФІБА не мала ніяких прав щоб щось зробити. Як результат, ФІБА була змушена придумати нову назву для своєї ліги. Таким чином, у сезоні 2000–2001 стартували два незалежні турніри: Супроліга ФІБА (раніше відома як Євроліга ФІБА) і нова Євроліга УЛЄБ. Найкращі клуби Європи були розділені між двома лігами: Панатінаїкос, Маккабі, ЦСКА залишились з ФІБА, в той час як Олімпіакос, Реал Мадрид, Барселона приєдналися до Євроліги.

## Формат
На першому етапі був регулярний сезон, в якому двадцять команд були розділені на дві групи, кожна з яких містила десять команд. Кожна команда грала зі всіма командами у своїй групі вдома і на виїзді, загалом кожна команда зіграла 18 матчів. 8 найкращих команд з кожної групи виходили до 1/8 фіналу, а переможці цього раунду виходили до чвертьфіналу. Ці два раунди розігрувались до двох перемог будь-якої команди. Переможці чвертьфіналів виходили до фіналу чотирьох.

## Регулярний сезон

### Група А
|     | Команда         | М  | В  | П  | РМ   |
| 1.  | Панатінаїкос    | 18 | 13 | 5  | 113  |
| 2.  | ЦСКА Москва     | 18 | 12 | 6  | 53   |
| 3.  | Спліт           | 18 | 12 | 6  | 28   |
| 4.  | Улкерспор       | 18 | 11 | 7  | 62   |
| 5.  | Альба           | 18 | 9  | 9  | 31   |
| 6.  | АСВЕЛ           | 18 | 9  | 9  | 13   |
| 7.  | Лєтовус Рітас   | 18 | 7  | 11 | −14  |
| 8.  | Шльонск         | 18 | 7  | 11 | −14  |
| 9.  | Сієна           | 18 | 6  | 12 | −89  |
| 10. | Маккабі Раанана | 18 | 4  | 14 | −183 |

### Група Б
|     | Команда           | М  | В  | П  | РМ   |
| 1.  | Маккабі Тель-Авів | 18 | 15 | 3  | 273  |
| 2.  | Ефес Пілсен       | 18 | 13 | 5  | 92   |
| 3.  | Партизан          | 18 | 11 | 7  | −25  |
| 4.  | Іракліс           | 18 | 10 | 8  | −10  |
| 5.  | Скаволіні Пезаро  | 18 | 9  | 9  | 76   |
| 6.  | По-Ортез          | 18 | 9  | 9  | 54   |
| 7.  | Оостенде          | 18 | 8  | 10 | −66  |
| 8.  | Крка              | 18 | 7  | 11 | −86  |
| 9.  | Баєр 04           | 18 | 6  | 12 | −65  |
| 10. | Планжа Лулео      | 18 | 2  | 16 | −243 |

## 1/8 фіналу
| Перша команда     | Рахунок | Друга команда    | 1-ий матч | 2-ий матч | 3-ій матч |
| ----------------- | ------- | ---------------- | --------- | --------- | --------- |
| Маккабі Тель-Авів | 2 — 0   | Шльонск          | 81 — 75   | 85 — 62   | -         |
| Улкерспор         | 1 — 2   | Скаволіні Пезаро | 91 — 81   | 83 — 96   | 85 — 88   |
| Партізан          | 1 — 2   | АСВЕЛ            | 80 — 73   | 76 — 94   | 62 — 73   |
| ЦСКА Москва       | 2 — 0   | Оостенде         | 94 — 76   | 77 — 70   | -         |
| Ефес Пілсен       | 2 — 1   | Лєтовус Рітас    | 89 — 78   | 69 — 73   | 86 — 67   |
| Спліт             | 2 — 0   | По-Ортез         | 79 — 78   | 85 — 83   | -         |
| Іракліс           | 1 — 2   | Альба            | 78 — 67   | 77 — 88   | 75 — 86   |
| Панатінаїкос      | 2 — 0   | Крка             | 82 — 65   | 84 — 79   | -         |

## Чвертьфінали
| Перша команда     | Рахунок | Друга команда    | 1-ий матч | 2-ий матч | 3-ій матч |
| ----------------- | ------- | ---------------- | --------- | --------- | --------- |
| Маккабі Тель-Авів | 2 — 0   | Скаволіні Пезаро | 80 — 69   | 84 — 77   | -         |
| ЦСКА Москва       | 2 — 0   | АСВЕЛ            | 78 — 63   | 82 — 76   | -         |
| Ефес Пілсен       | 2 — 1   | Спліт            | 95 — 69   | 64 — 72   | 82 — 59   |
| Панатінаїкос      | 2 — 0   | Альба            | 87 — 77   | 71 — 69   | -         |

## Фінал чотирьох

### Сітка
|  | Півфінали         | Півфінали        |    |                  | Фінал             | Фінал |  |
|  |                   |                  |    |                  |                   |       |  |
|  | 11 травня, Берсі  |                  |    |                  |                   |       |  |
|  | Маккабі Тель-Авів | 86               |    |                  |                   |       |  |
|  | ЦСКА Москва       | 80               |    |                  |                   |       |  |
|  |                   |                  |    |                  |                   |       |  |
|  |                   |                  |    |                  | 13 травня, Берсі  |       |  |
|  |                   |                  |    |                  | Маккабі Тель-Авів | 81    |  |
|  |                   | Панатінаїкос     | 67 |                  |                   |       |  |
|  |                   |                  |    |                  |                   |       |  |
|  |                   |                  |    |                  |                   |       |  |
|  |                   |                  |    |                  | Третє місце       |       |  |
|  | 11 травня, Берсі  | 11 травня, Берсі |    | 13 травня, Берсі | 13 травня, Берсі  |       |  |
|  | Панатінаїкос      | 74               |    | Ефес Пілсен      | 91                |       |  |
|  | Ефес Пілсен       | 66               |    |                  | ЦСКА Москва       | 85    |  |

### Півфінали
| 11 травня 18:00 | (Звіт) | Маккабі Тель-Авів                                                | 86–80 | ЦСКА Москва                                            |  | Берсі, Франція Глядачів: 13,200 |
| 11 травня 18:00 | (Звіт) | Рахунок за чвертями: 21-19, 16-24, 23-9, 26-28                   |       |                                                        |  | Берсі, Франція Глядачів: 13,200 |
| 11 травня 18:00 | (Звіт) | Очки: Нейт Гаффман 17 Підб.: Ентоні Паркер 9 РП: Ентоні Паркер 7 |       | Очки: Кириленко 23 Підб.: Кириленко 11 РП: Кириленко 2 |  | Берсі, Франція Глядачів: 13,200 |

| 11 травня 20:30 | (Звіт) | Панатінаїкос                                                           | 74–66 | Ефес Пілсен                                              |  | Берсі, Франція Глядачів: 13,200 |
| 11 травня 20:30 | (Звіт) | Рахунок за чвертями: 23-10, 15-13, 15-25, 21-18                        |       |                                                          |  | Берсі, Франція Глядачів: 13,200 |
| 11 травня 20:30 | (Звіт) | Очки: Деян Бодірога 22 Підб.: Фрагіскос Алвертіс 6 РП: Деян Бодірога 5 |       | Очки: Омер Онан 15 Підб.: Гюсейн Бешок 8 РП: Омер Онан 3 |  | Берсі, Франція Глядачів: 13,200 |

### Матч за третє місце
| 13 травня 18:00 | (Звіт) | Ефес Пілсен                                                              | 91–85 | ЦСКА Москва                                                            |  | Берсі, Франція Глядачів: 13,200 |
| 13 травня 18:00 | (Звіт) | Рахунок за чвертями: 14-17, 29-31, 17-20, 25-23                          |       |                                                                        |  | Берсі, Франція Глядачів: 13,200 |
| 13 травня 18:00 | (Звіт) | Очки: Предраг Дробняк 25 Підб.: Гюсейн Бешок 9 РП: Дамір Мулаомерович 12 |       | Очки: Микита Моргунов 16 Підб.: Микита Моргунов 12 РП: Дмитро Домані 4 |  | Берсі, Франція Глядачів: 13,200 |

### Фінал
| 13 травня 20:30 | (Звіт) | Маккабі Тель-Авів                                                        | 81–67 | Панатінаїкос                                                    |  | Берсі, Франція Глядачів: 13,200 |
| 13 травня 20:30 | (Звіт) | Рахунок за чвертями: 15-13, 22-10, 17-25, 27-19                          |       |                                                                 |  | Берсі, Франція Глядачів: 13,200 |
| 13 травня 20:30 | (Звіт) | Очки: Аріель Макдональд 21 Підб.: Нейт Гаффман 9 РП: Аріель Макдональд 9 |       | Очки: Деян Бодірога 27 Підб.: Антоніс Фоціс 8 РП: Мікаель Кох 3 |  | Берсі, Франція Глядачів: 13,200 |

| Супроліга ФІБА 2000–01 Чемпіон |
| ------------------------------ |
| Маккабі Тель-Авів 3-й титул    |

## Нагороди

### MVP регулярного сезону
- Нейт Гаффман ( Маккабі Тель-Авів)

### MVP фіналу чотирьох
- —  Аріель Макдональд ( Маккабі Тель-Авів)

## Два континентальні чемпіони
У травні 2001 року у Європі було два континентальні чемпіони, Маккабі Тель-Авів — чемпіон Супроліги ФІБА і Віртус Болонья — чемпіон Євроліги УЛЄБ. Керівники обох організацій усвідомили, що необхідно створити єдиний чемпіонат. Фактично УЛЄБ продиктувала свої умови, а у ФІБА не було іншого виходу, крім того щоб пристати на пропозицію. В результаті, Євроліга повністю перейшла під контроль УЛЄБ, а клуби, що змагалися в Супролізі 2000–2001 року, приєдналися до неї. На сьогоднішній день офіційно визначено, що Європа мала двох чемпіонів цього року, Маккабі з його титулом Супроліги і Віртуса з титулом Євроліги.

## Формування сучасних європейських турнірів
Через рік УЛЄБ і ФІБА вирішили, що Євроліга УЛЄБ буде головним баскетбольним турніром на континенті. Також було вирішено, що ФІБА буде організовувати третій за престижністю турнір Європи — Європейську лігу ФІБА, а УЛЄБ буде організовувати свою власну, другу за престижністю європейську лігу — Єврокубок, яка утвориться внаслідок злиття Кубку Корача і Кубку Сапорти. У 2005 році Євроліга ФІБА і УЛЄБ вирішили співпрацювати один з одним і спільно співпрацюють з тих пір.
По суті, влада в європейському професійному баскетболі була розділена. ФІБА все ще керувала змаганнями національних збірних (наприклад, Євробаскет, Чемпіонат світу з баскетболу і літні Олімпійські ігри) у той час, коли УЛЄБ взяла під свій контроль клубні чемпіонати. З цього моменту, Кубок Корача і Кубок Сапорти відбулися лише одного разу і були об'єднані в Єврокубок УЛЄБ.